# ديون طلابية
الديون الطلابية هي نوع من أنواع الديون التي يدين بها الطلاب، أو الطلاب المفصولون، أو الخريجون إلى إحدى مؤسسات الإقراض، أو المؤسسات المالية. يمكن أن يدين الطلاب بمبالغ الإقراض والمعروفة أيضًا بالقروض الطلابية إلى المصرف أو المدرسة عند انقطاعه عن الدراسة وفصله من المدرسة. يمكن أن يقلل فصل الطالب من المدرسة (خاصةً إذا كان من محدودي أو معدومي الدخل وفُصل مع رسوبه في الدراسة) من فرصه على التحاقه ببرامج دراسية أخرى بسبب حرمانه من المعونات المالية اللازمة. تختلف القروض الطلابية بين العديد من الدول وفقًا للقوانين الصارمة التي تنظم عمليات إعادة التداول وحالات الإفلاس. يمكن أن تكون المدفوعات المُستحَقة عبارة عن غرامة بأثر رجعي نظير الخدمات التي تقدمها المدرسة للفرد، وذلك يتضمن الإقامة والطعام.
وكما هو الحال مع بقية أنواع الديون، يمكن اعتبار الديون الطلابية في حالة تعثر عند انقضاء مدة معينة من عدم الاستجابة إلى أي متطلبات للمدرسة أو للمُقرض بخصوص الاستعلامات، أو الدفع، أو التداول. وعند هذه المرحلة يُحول القرض إلى ضمانات القروض الطلابية أو إلى إحدى وكالات تحصيل القروض.

## الولايات المتحدة
يوجد هناك العديد من العوامل التي تحكم الديون الطلابية. ظلت مشكلة الديون الطلابية تتفاقم إلى أن صارت أكثر أهمية، فألهمت العديد من الوثائقيات لفحص أسبابها وآثارها. أحد تلك العوامل هو كمية الفوائد على القروض. من العوامل الأخرى أيضًا القواعد الإرشادية الجديدة المُطورة عن طريق الحكومة الفيدرالية. توجد الآن قواعد جديدة تقرر من يتمكن من الاقتراض، بالإضافة إلى قيمة القرض التي يمكن أن يحصل عليها المقترض. ظلت الكليات والجامعات تزيد من رسوم الدراسة على الطلاب. هذا بدوره أدى لزيادة الديون التي يتحملها الطلاب من خلال قروضهم الطلابية. وضحّت التقارير أن المقترضين الذين أتموا الدراسة في الكليات في أوائل التسعينيات كانوا قادرين على تحمل قروضهم الطلابية بدون أي عبء ثقيل. ازداد متوسط الدين بمقدار 58% خلال السبع سنوات بين 2005 إلى 2012. ارتفع دين الطلاب بالولايات المتحدة من 17,233 دولار في 2005 إلى 27,253 دولار في 2012. يلقي بعضهم اللوم على الاقتصاد في هذه الزيادة، ولكن انخفضت ديون بطاقات الائتمان وديون قروض السيارات خلال نفس فترة السبع سنوات. وفقًا لتقرير مركز التقدم الأمريكي بخصوص أزمة الديون الطلابية، ازدادت تكلفة الحصول على شهادة جامعية بشكل جذري يتخطى الألف في المئة خلال الثلاثة عقود الماضية. ولو كان الدين الطلابي يزداد بنفس هذه النسبة منذ عام 1992، لم يكن الخريجين ليواجهوا هذا الضغط الديني الهائل. حظت القروض الطلابية في الولايات المتحدة بزيادة ثابتة من عام 2015 وحتى 2017، إذ بلغت قيمة القرض أقصاها بولاية نيوهامبشير بواقع 27,167 دولار للطالب. تشير البيانات الجديدة في 2018 عن أزمة أكبر ومستويات تراكمية من الديون الطلابية.
في 2018 بلغ عدد المقترضين 44.2 مليون مقترض يدينون بمبالغ تتعدى واحد ونصف تريليون دولار في صورة ديون طلابية. بالإضافة إلى الزيادة في عدد المقترضين والزيادة في المبالغ المقترضة أكثر من الضعف (نحو 250%) من 600 بليون دولار إلى 1,5 تريليون دولار خلال عشر سنوات فقط وفقًا لمجلة فوربس، تضاعفت معدلات المتأخرات أو معدلات التعثر عن الدفع في مدة 90 يومًا في 11% من كافة أنحاء الولايات المتحدة وهذا وفقًا للبنك الاحتياطي الفيدرالي.

## كندا
تحتل كندا المرتبة الثانية على العالم بعد كوريا في نسبة المواطنين الذين تتراوح أعمارهم بين 25 إلى 34 سنة  ممن أكملوا تعليمهم العالي. ولكن الكنديين غير معرضين إلى تراكم القروض الطلابية بشكل سريع، هذا لأنه في شهر سبتمبر عام 2012 كان يبلغ متوسط الدين لكل مواطن كندي متخرج من الجامعة 28 ألف دولار كندي، وهذا الدين المتراكم يأخذ متوسط مدة قدرها 14 سنةً للسداد الكامل، وهذا وفقًا لمتوسط الدخل الابتدائي الذي يبلغ 39,523 دولار كندي. يوجد بكندا برنامج يعرف باسم «تخفيف الفائدة» لمساعدة المواطنين الكادحين من محدودي الدخل بشكل مؤقت في القروض الطلابية. يعطي هذا البرنامج فترة سماح ستة أشهر خالية من الدفع الإلزامي بحد أقصى 30 شهرًا. تتحمل الحكومة الكندية فوائد هذه القروض خلال فترة السماح تلك، لهذا تظل قيمة القرض ثابتة في نهاية فترة السماح. تُخفف أعباء  القروض الطلابية أيضًا على المقترضين بعد انقضاء 15 عامًا. بالنسبة للدولة، تراكم أكثر من 15 بليون دولار من ديون القروض الطلابية للكنديين، وهذا لأن الدولة ما زالت تحارب الارتفاع الشديد في المصاريف الدراسية.

## المملكة المتحدة
يوجد قلق بخصوص مستوى الديون الطلابية في المملكة المتحدة، وهناك أيضًا تخوف من التغيرات المحتملة في سياسة الحكومة التي تجبر الخريجين على سداد قيمة أكبر للقرض. يدعي أندرو أدونيس أن غالبية القروض الطلابية لن تُسدد أبدًا، وقال أدونيس أيضًا أن مسؤولي الجامعات فشلوا في تطوير الأنظمة التعليمية ولكنهم رفعوا من رواتبهم بشكل كبير. ادعى مركز الدراسات المالية أن 75% من الخريجين لن يسددوا كافة ديونهم. قال أندرو ماكغيتيغان الخبير بأنظمة القروض: «إذا كنت مقترضًا، فستظل مدينًا وفقًا لأية تغيرات مستقبلية في السياسة، وهذا إلى أن تتخلى الحكومة عن الحق في تغيير الشروط بأثر رجعي». قال الخبير الاقتصادي سيباستيان بيرنسايد: «تُظهر البيانات الأخيرة أن الديون الطلابية تصبح أولوية قصوى بمرور السنوات. تعتبر الديون الطلابية الأسرع في النمو من باقي أنواع الديون وتزداد أهميتها الاقتصادية بشكل سريع».

## ألمانيا
يوجد في ألمانيا جامعات خاصة وجامعات حكومية، ولكن غالبية الجامعات هناك حكومية، وهذا يفسر إلى حد ما سبب انخفاض الديون الطلابية على خريجيها. لا يوجد أي تكاليف دراسية على الطلاب خلال فترة الدراسة الجامعية قبل التخرج في الجامعات الحكومية عدا رسوم التحاق سنوية يبلغ قدرها 250 يورو أي 305 دولار أمريكي تقريبًا. تبلغ تكاليف الجامعات الخاصة هناك 10,000 يورو في الفصل الدراسي الواحد والذي يعادل تقريبًا 12,000 دولار. يلتحق بالجامعات الخاصة 7.1% من الطلاب، بينما يلتحق البقية بالجامعات الحكومية. تقل نسبة عدد المعلمين إلى عدد الطلاب في الجامعات الخاصة وتميل الجامعات الخاصة إلى توفير برامج تعليمية أكثر تخصصًا وهذا يفسر سبب الزيادة في أعداد الملتحقين بها في ألمانيا خلال الأعوام الأخيرة في تخصصات الطب والقانون. ولكن أغلب الطلاب يفضلون الجامعات الحكومية بسبب الفرق الكبير في تكاليف الدراسة. التكاليف الوحيدة التي يحتاج الطلاب الملتحقون بالجامعات الحكومية أخذ قروضًا لها هي تكاليف المعيشة التي تترواح بين 3600 يورو إلى 8200 يورو في السنة حسب مكان الجامعة. ولكن تُسدد هذه القروض بدون أي فوائد ولا يسدد أي مقترض أكثر من 10,000 يورو أيًا كانت قيمة المبلغ الذي اقترضه. يبلغ متوسط الدين عن التخرج 5600 يورو بما يعادل 6680 دولار. تجذب هذه الفرص للحصول على شهادات بكالريوس من جامعات مرموقة بتكلفة معقولة بدون القروض المليئة بالفوائد العديد من الطلاب الأجانب وهذا ما يتضح من خلال زيادة أعداد الطلاب الأجانب الملتحقين من جميع أنحاء العالم.

## فرنسا
يبلغ متوسط رسوم درجة البكالوريوس في فرنسا قرابة 190 يورو في السنة، و620 يورو لتخصصات الهندسة، و260 يورو لشهادات الماجستير، و400 يورو لشهادات دكتوراه الفلسفة. تبدو هذه الأسعار قريبة من دولتها الشقيقة، ألمانيا. هذه الأسعار لا تشمل الإقامة والتنقلات والتأمين الصحي. ويجب على الطلاب أخذ قروض للتكفل بهذه المصاريف. فقط أقل من 2% من الطلاب يتحصلون على القروض وذلك لوجود مساعدات مالية تتكفل بكافة الرسوم الدراسية أو نصفها لمحدودي الدخل حسب احتياجاتهم.